# Basketball-Ozeanienmeisterschaft 2003
Die Basketball-Ozeanienmeisterschaft 2003, die 16. Basketball-Ozeanienmeisterschaft, fand zwischen dem 1. und 4. September 2003 in Bendigo, Geelong sowie Melbourne, Australien statt, das zum sechsten Mal die Meisterschaft ausrichtete. Gewinner war der Gastgeber, der zum 14. Mal den Titel erringen konnte. In der Serie konnte Neuseeland mit 3:0 Siegen geschlagen werden. 

## Teilnehmende Mannschaften
Australien
| Nummer | Position | Name                   | Geburtsdatum | Größe      |
| ------ | -------- | ---------------------- | ------------ | ---------- |
| 4      |          | Anthony Dean Ronaldson | 25.05.1972   | 2,03 Meter |
| 5      | G        | Stephen Roger Black    | 05.04.1980   | 1,87 Meter |
| 6      | G/F      | Sam Mackinnon          | 25.08.1976   | 1,97 Meter |
| 7      | C        | David Andersen         | 23.06.1980   | 2,10 Meter |
| 8      | G        | John Peter Rillie      | 04.11.1971   | 1,95 Meter |
| 10     | G/F      | Jason Smith            | 20.10.1974   | 1,94 Meter |
| 11     | G        | Shane Douglas Heal     | 06.09.1970   | 1,83 Meter |
| 12     | F        | Glen Saville           | 17.01.1976   | 1,99 Meter |
| 13     | C        | Chris Anstey           | 01.01.1975   | 2,13 Meter |
| 14     | C        | Matt Nielsen           | 03.02.1978   | 2,08 Meter |

 Neuseeland
| Nummer | Position | Name              | Geburtsdatum | Größe      |
| ------ | -------- | ----------------- | ------------ | ---------- |
| 4      | G        | Mark Dickel       | 21.12.1976   | 1,87 Meter |
| 7      | G        | Paul Henare       | 04.03.1979   | 1,82 Meter |
| 8      | SG       | Phill Jones       | 25.01.1974   | 1,97 Meter |
| 9      | G        | Paora Winitana    | 06.12.1976   | 1,95 Meter |
| 10     | F        | Dillon Boucher    | 27.12.1975   | 1,95 Meter |
| 11     | SF       | Pero Cameron      | 05.06.1974   | 2,00 Meter |
| 12     | G        | Kirk Penney       | 23.11.1980   | 1,96 Meter |
| 13     | C        | Edward Frank Book | 23.09.1970   | 2,10 Meter |
| 14     |          | Miles Pearce      | 17.11.1978   | 2,07 Meter |
| 15     | C        | Tony Rampton      | 30.05.1976   | 2,13 Meter |

## Modus
Gespielt wurde in Form einer Best-of-Three Serie. Die Mannschaft, die zuerst zwei Siege erringen konnte, wurde Basketball-Ozeanienmeister 2003.

## Ergebnisse
| 1. September 2003 19:30 | Bericht | Australien                                                                               | 79 – 66 | Neuseeland                                                             | Zuschauer: 2472 |
| 1. September 2003 19:30 | Bericht | Punkte pro Viertel: 25 : 14, 19 : 11, 16 : 21, 19 : 20                                   |         |                                                                        | Zuschauer: 2472 |
| 1. September 2003 19:30 | Bericht | Punkte: Anthony Dean Ronaldson 19 Rebounds: Chris Anstey 9 Assists: Shane Douglas Heal 7 |         | Punkte: Kirk Penney 22 Rebounds: Pero Cameron 9 Assists: Phill Jones 5 | Zuschauer: 2472 |
| 1. September 2003 19:30 | Bericht |                                                                                          |         |                                                                        | Zuschauer: 2472 |

| 3. September 2003 19:30 | Bericht | Neuseeland                                                              | 76 – 90 | Australien                                                                                               |  |
| 3. September 2003 19:30 | Bericht | Punkte pro Viertel: 21 : 17, 22 : 22, 13 : 25, 20 : 26                  |         | |  |
| 3. September 2003 19:30 | Bericht | Punkte: Phill Jones 14 Rebounds: Mark Dickel 10 Assists: Tony Rampton 5 |         | Punkte: Shane Douglas Heal 32 Rebounds: Shane Douglas Heal, Glen Saville 6 Assists: Shane Douglas Heal 6 |  |
| 3. September 2003 19:30 | Bericht |                                                                         |         | |  |

| 4. September 2003 19:30 | Bericht | Australien                                                                       | 84 – 75 | Neuseeland                                                                          |  |
| 4. September 2003 19:30 | Bericht | Punkte pro Viertel: 24 : 20, 21 : 19, 22 : 16, 17 : 20                           |         |                                                                                     |  |
| 4. September 2003 19:30 | Bericht | Punkte: Matt Nielsen 25 Rebounds: Sam Mackinnon 13 Assists: Shane Douglas Heal 7 |         | Punkte: Phill Jones 14 Rebounds: Tony Rampton 7 Assists: Mark Dickel, Kirk Penney 3 |  |
| 4. September 2003 19:30 | Bericht |                                                                                  |         |                                                                                     |  |

| Australien         |
| Meister Australien |
| 14. Meisterschaft  |

## Statistiken

### Individuelle Statistiken

#### Punkte
| Gesamt | Gesamt                 | Gesamt | pro Spiel | pro Spiel              | pro Spiel    |
| Platz  | Name                   | Anzahl | Platz     | Name                   | Durchschnitt |
| ------ | ---------------------- | ------ | --------- | ---------------------- | ------------ |
| 1      | Shane Douglas Heal     | 49     | 1         | Shane Douglas Heal     | 16,3         |
| 2      | Anthony Dean Ronaldson | 42     | 2         | Anthony Dean Ronaldson | 14,0         |
| 3      | Kirk Penney            | 41     | 3         | Kirk Penney            | 13,7         |
| 4      | Chris Anstey           | 37     | 4         | Chris Anstey           | 12,3         |
| 5      | Matt Nielsen           | 36     | 5         | Matt Nielsen           | 12,0         |

#### Rebounds
| Gesamt | Gesamt        | Gesamt | pro Spiel | pro Spiel     | pro Spiel    |
| Platz  | Name          | Anzahl | Platz     | Name          | Durchschnitt |
| ------ | ------------- | ------ | --------- | ------------- | ------------ |
| 1      | Sam Mackinnon | 21     | 1         | Sam Mackinnon | 7,0          |
| 2      | Chris Anstey  | 19     | 2         | Chris Anstey  | 6,3          |
| 3      | Phill Jones   | 17     | 3         | Phill Jones   | 5,7          |
| 4      | Mark Dickel   | 15     | 4         | Mark Dickel   | 5,0          |
|        | Tony Rampton  | 15     |           | Tony Rampton  | 5,0          |

#### Assists
| Gesamt | Gesamt                 | Gesamt | pro Spiel | pro Spiel              | pro Spiel    |
| Platz  | Name                   | Anzahl | Platz     | Name                   | Durchschnitt |
| ------ | ---------------------- | ------ | --------- | ---------------------- | ------------ |
| 1      | Shane Douglas Heal     | 20     | 1         | Shane Douglas Heal     | 6,7          |
| 2      | Anthony Dean Ronaldson | 9      | 2         | Anthony Dean Ronaldson | 3,0          |
| 3      | Phill Jones            | 8      | 3         | Phill Jones            | 2,7          |
| 4      | Stephen Roger Black    | 7      | 4         | Stephen Roger Black    | 2,3          |
|        | Mark Dickel            | 7      |           | Mark Dickel            | 2,3          |

#### Blocks
| Gesamt | Gesamt        | Gesamt | pro Spiel | pro Spiel     | pro Spiel    |
| Platz  | Name          | Anzahl | Platz     | Name          | Durchschnitt |
| ------ | ------------- | ------ | --------- | ------------- | ------------ |
| 1      | Chris Anstey  | 4      | 1         | Chris Anstey  | 1,3          |
| 2      | Glen Saville  | 3      | 2         | Glen Saville  | 1,0          |
| 3      | Matt Nielsen  | 2      | 3         | Matt Nielsen  | 0,7          |
| 4      | Sam Mackinnon | 1      | 4         | Sam Mackinnon | 0,3          |
|        | Miles Pearce  | 1      |           | Miles Pearce  | 0,3          |

#### Steals
| Gesamt | Gesamt         | Gesamt | pro Spiel | pro Spiel      | pro Spiel    |
| Platz  | Name           | Anzahl | Platz     | Name           | Durchschnitt |
| ------ | -------------- | ------ | --------- | -------------- | ------------ |
| 1      | Sam Mackinnon  | 5      | 1         | Sam Mackinnon  | 1,7          |
| 2      | Phill Jones    | 4      | 2         | Phill Jones    | 1,3          |
| 3      | Chris Anstey   | 3      | 3         | Chris Anstey   | 1,0          |
|        | Dillon Boucher | 3      |           | Dillon Boucher | 1,0          |
|        | Pero Cameron   | 3      |           | Pero Cameron   | 1,0          |

### Kollektive Statistiken

#### Punkte
| Gesamt | Gesamt     | Gesamt | pro Spiel | pro Spiel  | pro Spiel    |
| Platz  | Name       | Anzahl | Platz     | Name       | Durchschnitt |
| ------ | ---------- | ------ | --------- | ---------- | ------------ |
| 1      | Australien | 253    | 1         | Australien | 84,3         |
| 2      | Neuseeland | 217    | 2         | Neuseeland | 72,3         |

#### Rebounds
| Gesamt | Gesamt     | Gesamt | pro Spiel | pro Spiel  | pro Spiel    |
| Platz  | Name       | Anzahl | Platz     | Name       | Durchschnitt |
| ------ | ---------- | ------ | --------- | ---------- | ------------ |
| 1      | Neuseeland | 100    | 1         | Neuseeland | 33,3         |
| 2      | Australien | 98     | 2         | Australien | 32,7         |

#### Assists
| Gesamt | Gesamt     | Gesamt | pro Spiel | pro Spiel  | pro Spiel    |
| Platz  | Name       | Anzahl | Platz     | Name       | Durchschnitt |
| ------ | ---------- | ------ | --------- | ---------- | ------------ |
| 1      | Australien | 59     | 1         | Australien | 19,7         |
| 2      | Neuseeland | 37     | 2         | Neuseeland | 12,3         |

#### Blocks
| Gesamt | Gesamt     | Gesamt | pro Spiel | pro Spiel  | pro Spiel    |
| Platz  | Name       | Anzahl | Platz     | Name       | Durchschnitt |
| ------ | ---------- | ------ | --------- | ---------- | ------------ |
| 1      | Australien | 10     | 1         | Australien | 3,3          |
| 2      | Neuseeland | 1      | 2         | Neuseeland | 0,3          |

#### Steals
| Gesamt | Gesamt     | Gesamt | pro Spiel | pro Spiel  | pro Spiel    |
| Platz  | Name       | Anzahl | Platz     | Name       | Durchschnitt |
| ------ | ---------- | ------ | --------- | ---------- | ------------ |
| 1      | Neuseeland | 17     | 1         | Neuseeland | 5,7          |
| 2      | Australien | 13     | 2         | Australien | 4,3          |

## Abschlussplatzierung
| Rang | Mannschaft |
| ---- | ---------- |
| 1    | Australien |
| 2    | Neuseeland |

Australien qualifizierte sich durch den 3:0-Erfolg für die Olympischen Sommerspiele 2004 in Athen, Griechenland.